# Стоян Колев
Стоян Колев (болг. Стоян Колев, нар. 3 лютого 1976, Сливен) — болгарський футболіст, що грав на позиції воротаря. По завершенні ігрової кар'єри — тренер. З 2018 року входить до тренерського штабу клубу «Арда» (Кирджалі).
Виступав, зокрема, за клуби ЦСКА (Софія) та «Оцелул», а також національну збірну Болгарії.
Чемпіон Болгарії. Володар Кубка Болгарії. Володар Суперкубка Болгарії.

## Клубна кар'єра
У дорослому футболі дебютував 1994 року виступами за команду «Слівен», в якій провів три сезони, взявши участь у 0 матчах чемпіонату. 
Згодом з 1998 по 2002 рік грав у складі команд «Локомотив» (Пловдив) та «Бероє».
Своєю грою за останню команду привернув увагу представників тренерського штабу клубу ЦСКА (Софія), до складу якого приєднався 2002 року. Відіграв за армійців з Софії наступні два сезони своєї ігрової кар'єри. Більшість часу, проведеного у складі софійського ЦСКА, був основним голкіпером команди. За цей час виборов титул чемпіона Болгарії.
Протягом 2004—2008 років знову захищав кольори клубу «Локомотив» (Пловдив).
У 2008 році уклав контракт з клубом «Оцелул», у складі якого провів наступні два роки своєї кар'єри гравця. Граючи у складі «Оцелула» також здебільшого виходив на поле в основному складі команди.
Протягом 2010—2016 років захищав кольори клубів «Чорноморець» (Бургас), ЦСКА (Софія) та ЦСКА (Софія).
Завершив ігрову кар'єру у команді «Нефтохімік», за яку виступав протягом 2016 року.

## Виступи за збірну
У 2003 році дебютував в офіційних матчах у складі національної збірної Болгарії.
У складі збірної був учасником чемпіонату Європи 2004 року у Португалії.
Загалом протягом кар'єри в національній команді, яка тривала 10 років, провів у її формі 16 матчів.

## Кар'єра тренера
Розпочав тренерську кар'єру, ще продовжуючи грати на полі, 2014 року, увійшовши до тренерського штабу клубу ЦСКА (Софія), де пропрацював з 2014 по 2015 рік.
У подальшому входив до тренерських штабів клубів «Септемврі» (Софія) та «Арда» (Кирджалі).
З 2018 року входить до тренерського штабу клубу «Арда» (Кирджалі).

## Титули і досягнення
- Чемпіон Болгарії (1):

ЦСКА (Софія): 2002-2003
- Володар Кубка Болгарії (1):

ЦСКА (Софія): 2015-2016
- Володар Суперкубка Болгарії (1):

«Локомотив» (Пловдив): 2004